# Hovik Keuchkerian
Hovik Keuchkerian Burgui (armeni Հովիկ Կեուչկերյան, Hovik Keutxkerian) (Beirut, 4 de novembre de 1972) és un comediant, escriptor, poeta, actor i exboxejador espanyol d'origen armeni.

## Primers anys
Fill de pare armeni i mare espanyola, va néixer en la capital del Líban, Beirut. En 1975, quan tenia tres anys i a causa de la Guerra Civil Libanesa, els seus pares van decidir emigrar a Espanya.
Va passar la infància i adolescència a Alpedrete, on va treballar com a cambrer en el bar del seu pare. Als 20 anys es va traslladar a Madrid i el 1995 va obrir un gimnàs, l'HK, ubicat al barri d'Hortaleza, a Madrid. L'HK va tancar portes definitivament al desembre de 2015.

## Trajectòria esportiva
A causa d'una lesió en el turmell quan practicava bàsquet, Keuchkerian va començar a fer esport de combat, concretament kick boxing. Va resultar vencedor en el campionat nacional de kick boxing el 1996 i a l'any següent, guanyador del campionat amateur d'Espanya de boxa en la categoria de pes pesat. En 1999 es va convertir en professional. Keuchkerian es va proclamar campió d'Espanya de boxa en la categoria de pesos pesants l'any 2003 contra David Blanco, revalidant el seu títol en 2004 contra Marcelo Ferreira. A la fi d'aquest any, i desencantat amb l'organització professional del seu esport, es va retirar amb un registre de 16 victòries (15 per KO) i una derrota.

### Rècord professional
| 16 Victòries (15 knockouts, 1 decisió), 1 Derrota (1 knockout), 0 Empats |        |                             |       |        |            |                                                            |                                          |
| Res.                                                                     | Rècord | Rival                       | Tipus | Assalt | Dia        | Lloc                                                       | Notes                                    |
| Victòria                                                                 | 16–1   | Tony Booth                  | KO    | 1 (8)  | 11/12/2004 | Madrid                                                     |                                          |
| Victòria                                                                 | 15–1   | Marcelo Ferreira dos Santos | TKO   | 3 (10) | 05/06/2004 | Madrid                                                     | Reté títol nacional pes pesant.          |
| Victòria                                                                 | 14–1   | Ralf Packheiser             | TKO   | 1 (8)  | 28/02/2004 | Hotel Auditorium, Madrid                                   |                                          |
| Victòria                                                                 | 13–1   | Joseph Akhasamba            | TKO   | 3 (6)  | 18/10/2003 | Hotel Auditorium, Madrid                                   |                                          |
| Victòria                                                                 | 12–1   | David Blanco                | TKO   | 5 (10) | 21/06/2003 | Poliesportiu Manuel Cadenas, Leganés, Madrid               | Guanya títol nacional vacant pes pesant. |
| Victòria                                                                 | 11–1   | Frantisek Vasak             | KO    | 2 (4)  | 26/04/2003 | Madrid                                                     |                                          |
| Victòria                                                                 | 10–1   | Donovan Luff                | KO    | 3 (6)  | 27/11/2002 | Hilton Hotel, Mayfair, Londres                             |                                          |
| Victòria                                                                 | 9–1    | Taker Charlemagne           | UD    | 6      | 23/12/2001 | Móstoles, Madrid                                           |                                          |
| Victòria                                                                 | 8–1    | Daniel Jerling              | TKO   | 5 (6)  | 11/12/1999 | Ciudad Real, Castella-La Manxa                             |                                          |
| Victòria                                                                 | 7–1    | Frantisek Sumina            | KO    | 1 (6)  | 02/11/1999 | Ciudad Real, Castella-La Manxa                             |                                          |
| Derrota                                                                  | 6–1    | Thierry Guezouli            | KO    | 2 (6)  | 14/05/1999 | Plaça de Toros La Cubierta, Leganés, Madrid                |                                          |
| Victòria                                                                 | 6–0    | Marcus Hurbanic             | TKO   | 1 (6)  | 30/04/1999 | Leganés, Madrid                                            |                                          |
| Victòria                                                                 | 5–0    | Jozef Balogh                | KO    | 1 (6)  | 09/04/1999 | Madrid                                                     |                                          |
| Victòria                                                                 | 4–0    | Frantisek Sumina            | TKO   | 1 (6)  | 19/03/1999 | Complex Esportiu Municipal Mar Bella, Barcelona, Catalunya |                                          |
| Victòria                                                                 | 3–0    | Claudiu Musat               | KO    | 1 (6)  | 05/03/1999 | Madrid                                                     |                                          |
| Victòria                                                                 | 2–0    | Marcos Lorente              | KO    | 3      | 13/06/1998 | Leganés, Madrid                                            |                                          |
| Victòria                                                                 | 1–0    | Taker Charlemagne           | TKO   | 4      | 21/04/1998 | Leganés, Madrid                                            | Debut professional.                      |

## Trajectòria artística
Malgrat ser esportista d'elit, només va aconseguir una certa popularitat quan, en 2010, va gravar el monòleg per al canal d'entreteniment Paramount Comedy, Cocretas, fragment des del qual construiria el seu espectacle per a teatres Un mendigo con zapatos de algodón, que va tenir en cartell durant tres temporades en la Gran Via madrilenya (2011-2013). Al món de la comèdia va arribar una mica per casualitat, perquè després d'una vida contant acudits per als seus amics, un dia un d'aquests amics, el mag Jorge Blass, el va convidar a pujar a l'escenari per a fer un breu monòleg en una actuació a la sala Galileo Galilei de Madrid i allí va ser on va trobar una motivació per a fer una cosa diferent. En 2010 va ser inclòs en el repartiment de la sèrie Hispania, la leyenda (Bambú Producciones, i emesa en Antena 3) per a interpretar a Sandro, ferrer del llogaret hispà i millor amic de Viriato, protagonitzat per Roberto Enríquez. Al començament d'aquesta sèrie va començar a treballar amb la coach d'actors i també actriu Raquel Pérez, amb la qual en l'actualitat continua col·laborant. Keuchkerian va participar en les tres temporades de la sèrie, apareixent en un total de 20 capítols. En aquesta mateixa època va protagonitzar el seu primer curtmetratge, denominat Lost (Perdut), dirigit per Alberto Dorado, interpretant un soldat de l'ONU.
L'èxit i els premis de Lost (Perdut), 17 en festivals espanyols i altres 8 en certàmens internacionals, unit al nom que a poc a poc es va anar fent com a intèrpret del seu monòleg (amb un text que alternava l'humor amb moments d'alta intensitat poètica) va fer que Miguel Pita el cridés per a participar en Tarde de fútbol, que s'estrena al setembre de 2011 i que guanyaria el Gold Remi Award al Festival Internacional de Cinema WorldFest-Houston (EUA). Després d'aquesta incursió en el món del cinema, arribaria l'oportunitat de rodar dos curtmetratges amb el director Jorge Dorado: El otro i Simón.
En 2012 va aparèixer en Way Out, una petita producció per a televisió amb un paper secundari com a guardaespatlles. Enguany va ser, a més, un abans i un després en la seva carrera com a actor en ser triat per a interpretar a Pedro, l'amo del gimnàs en el qual Julián (Álex González, protagonista de la pel·lícula) entrena amb Carlomonte (Carlos Bardem) a Alacrán enamorado, segon llargmetratge de ficció de Santiago Zannou (que en 2009 amb el seu debut amb El truco del manco havia guanyat el Goya al millor director novell) i basada en la novel·la homònima de Carlos Bardem (coautor al costat del director del guió de la pel·lícula). Gràcies a aquest paper, Keuchkerian va aconseguir una nominació al Goya al millor actor revelació i als premis del Cercle d'Escriptors Cinematogràfics, i va guanyar el premi de la Unión de Actores (2014). El 2014 va rodar el seu segon llargmetratge, Los días no vividos, debut d'Alfonso Cortés-Cavanillas com a director, en el qual va interpretar a Charly, un camell en els últims dies abans de la fi del món.
En 2013 va guanyar diferents premis com a intèrpret per la seva participació a El otro i va ser seleccionat per a interpretar a Francisco Ramírez de Madrid, capità artiller i conseller dels Reis Catòlics en la producció de Diagonal TV per a RTVE Isabel. El seu paper, inicialment escrit amb un major pes en les diferents subtramas, va perdre rellevància per ajustos en el guió i la seva participació es va veure reduïda a quatre episodis. En aquest any va decidir deixar la interpretació dels seus monòlegs còmics i centrar-se en la producció d'un poemari que va acompanyar amb un disc de recitats produït per Yuri Méndez (Pájaro Sunrise), amb la col·laboració de Pedro Lopeh i Javier Jiménez, membres de la Barrunto Bellota Band. Aquest disc, el títol de la qual és Resiliente, fou coeditat per Lovemonk Records i Léeme en octubre de 2014.
En 2013, a més, va participar en el rodatge de Mindscape, debut en el llargmetratge de Jorge Dorado. En aquesta pel·lícula interpreta un bàrman i les seves seqüències, rodades a Barcelona, són amb el protagonista del film, Mark Strong. Malgrat la conformitat del director amb la interpretació de Hovik, els seus plans van ser tallats en el muntatge final realitzat en els Estats Units. També va participar en Justi&Cia., el seu debut en un paper protagonista d'un llargmetratge, dirigit pel saragossà Ignacio Estaregui, compartint cartell amb Álex Angulo (en el repartiment també figuren altres actors coneguts com a Antonio Dechent, Marta Larralde i Pablo Viña). La pel·lícula és la història d'un miner, Justino (Keuchkerian) que perd al seu pare i germà en un accident de treball, el responsable del qual queda impune. En aquest moment, Justino es troba amb un jubilat (Álex Angulo) i junts ordeixen un pla per a venjar-se de tots els corruptes a Espanya (el lema promocional de la pel·lícula és «Tu l'has pensat, ells ho han fet»). A la fi de novembre i principis de desembre de 2013, es va embarcar en el rodatge de El club de los buenos infieles, dirigit per Lluís Segura, fals documental en el qual cinc vells amics i el seu psiquiatre funden un club singular. Keuchkerian interpreta a David, creador del Club («El motor i ànima de la institució. Publicista, canalla, intel·ligent i llest com el que més. Jovençà, creu que l'única manera de mantenir una parella és vivint una vida paral·lela secreta d'infidelitat. Per a ell l'única cosa que està malament de la infidelitat és ser enxampat»). El repartiment de la pel·lícula va incloure Fele Martínez, Raúl Fernández de Pablo, Adrián Lastra, Jordi Vilches, Juanma Cifuentes o Albert Ribalta. Hovik també va rodar el 2014 Re-evolution, codirigida per David Sousa i Frederic Tort, en la que va compartir cartell amb Leandro Rivera, Óscar Jaenada, Gorka Otxoa, Luis Zahera i María Castro.
El 7 de novembre de 2014 Hovik va estrenar la seva carrera com a actor dramàtic en el Teatre Palacio Valdés de Avilés, interpretant el monòleg Un obús en el corazón, basat en la novel·la Visage retrouvé del libanès Wajdi Mouawad i dirigit pel director Santiago Sánchez de L'Om Imprebís. Les crítiques van ser excepcionals i en elles es destaca com Keuchkerian "malbarata autenticitat i valentia sobre les taules", "[posseeix] gran capacitat expressiva i un hipnòtic estil per a portar a l'espectador", o "diu el text sense aixecar la veu, amb la delicadesa amb la qual portem la flama d'un fòsfor quan hi ha corrent d'aire, respectant el to còmplice i quasi confessional del relat".
Después d'interpretar a Juan Martín Díez «el Empecinado», al primer capíol de la sèrie El Ministerio del Tiempo, Hovik va tornar a participar en un projecte televisiu, aquesta vegada a The Night Manager una coproducció internacional amb la participació de la televisió pública BBC, AMC (canal de televisió) i Ink Factory. La sèrie està basada en la novel·la homònima de John le Carré i serà dirigida per la guanyadora en 2010 d'un Oscar a la millor pel·lícula estrangera per Hævnen, Susanne Bier. La sèrie és protagonitzada per Hugh Laurie i Tom Hiddleston. El rodatge de la sèrie es desenvolupa durant els mesos de març a juny de 2015, i encara no hi ha data prevista per a l'estrena en televisió. Actualment es troba rodant l'adaptació cinematogràfica del famós videojoc Assassin's Creed com a actor secundari.
L'any 2019, comença la seva trajectòria en la reeixida sèrie La casa de papel de Netflix interpretant a Bogotà, un dels integrants de la banda d'atracadors durant la tercera i quarta temporada de la sèrie. Coprotagonitza Reina Roja, una sèrie de televisió per internet espanyola de thriller produïda per Dopamine i Focus per a Prime Video, basada en la trilogia de novel·les homònima de Juan Gómez-Jurado protagonitzada per Vicky Luengo i Hovik Keuchkerian. Es va estrenar a Prime Video el 29 de febrer de 2024. S'ha doblat i subtitulat al català.
També coprotagonitza Un amor, una pel·lícula dramàtica espanyola del 2023 dirigida per Isabel Coixet a partir d'un guió de la mateixa Coixet i Laura Ferrero, basada en la novel·la homònima de Sara Mesa. És protagonitzada per Laia Costa i Hovik Keuchkerian.

## Obra
| « | No escrivia per a publicar. El meu primer llibre va caure en mans d'un amic poeta i ell se'l va emportar al seu editor i va decidir que era prou exòtic, que un boxador escrivís poesia, com per a publicar-lo. […] No crec que per a escriure calgui llegir molt. Per a escriure, cal escriure. […] Escriure és llibertat, és viure. I és el que jo faig i damunt tinc la sort que em publiquen. | » |

Hovik Keuchkerian escriu des del sentiment textos poètics directament vinculats amb les parts més líriques del seu monòleg Un mendigo con zapatos de algodón. Fins al moment ha publicat tres llibres, el primer d'ells, Cartas desde el Palmar, va ser escrit a la platja gaditana El Palmar de Vejer, és el més canònic en termes d'escriptura mentre que el seu segon llibre, Lokura, és experimental en el seu format i aborda un viatge a través de la consciència i els somnis en el qual es tracten temes universals com la mort, la vida, el plaer o el sofriment. Quatre anys després edita Diarios y desvaríos, una col·lecció de poemes, microrelats i aforismes en el qual reflexiona sobre la condició humana en uns textos que entremesclen tendresa, humor i sentit dramàtic. Aquest llibre compta amb les il·lustracions de Irene Lorenzo. En 2014 edita el que fins ara és el seu últim llibre, Resilient, que en realitat és un llibre-disc perquè acompanya als seus textos amb un CD en el qual el recitat de l'autor es fon amb la música composta per Yuri Méndez.
- Cartas desde el Palmar (Editorial Sinmar, 2005), poemari clàssic.
- Lokura (Adeire, 2008), assaig en prosa.
- Diarios y desvaríos (Léeme, 2012), relats breus sobre vivèncias pròpies.
- Resiliente (Léeme/Lovemonk, 2014), poemari musicat i produït per Yuri Méndez (Pájaro Sunrise).

## Filmografia

### Pel·lícules
| Any  | Pel·lícula                       | Paper                               | Notes                                                   |
| ---- | -------------------------------- | ----------------------------------- | ------------------------------------------------------- |
| 2010 | Perdido                          | Soldat ONU                          | Curtmetratge                                            |
| 2011 | Tarde de fútbol                  | Assassí                             | Curtmetratge                                            |
| 2012 | El otro                          | Andrés                              | Curtmetratge                                            |
| 2012 | Simón                            | Simón                               | Curtmetratge                                            |
| 2012 | Los días no vividos              | Charly                              | Llargmetratge                                           |
| 2012 | Way Out                          | Guardaespatlles                     | Telefilm                                                |
| 2013 | Nieulotne (Indeleble)            | José Vicente Sotogrande de la Sagra | Llargmetratge (coproducció Espanya/Polònia)             |
| 2013 | Alacrán enamorado                | Pedro                               | Llargmetratge                                           |
| 2013 | Mindscape                        | Barman                              | Personatge eliminat al muntatge final de la pel·lícula. |
| 2014 | Justi&Cia                        | Justino                             | Llargmetratge                                           |
| 2016 | Toro                             | Antonio                             | Llargmetratge                                           |
| 2016 | Assassin's Creed                 | Ojeda                               | Llargmetratge                                           |
| 2017 | El club de los buenos infieles   | David                               | Llargmetratge                                           |
| 2017 | Reevolution                      | Max Chatan                          | Llargmetratge                                           |
| 2018 | El hombre que mató a Don Quijote | Raúl                                | Llargmetratge                                           |
| 2019 | 4 latas                          | Tocho                               | Llargmetratge                                           |

### Televisió
| Any       | Sèrie                    | Cadena/Plataforma | Paper                       | Notes       |
| --------- | ------------------------ | ----------------- | --------------------------- | ----------- |
| 2010-2012 | Hispania, la leyenda     | Antena 3          | Sandro                      | 20 episodis |
| 2013      | Isabel                   | TVE               | Francisco Ramírez de Madrid | 4 episodis  |
| 2015      | El Ministerio del Tiempo | TVE               | El Empecinado               | 1 episodi   |
| 2015      | The Night Manager        | BBC One           | Tabby                       | 6 episodis  |
| 2017      | Snatch                   | Crackle           | Carlito Blanco              | 2 episodis  |
| 2019-2020 | La casa de papel         | Netflix           | Bogotá                      | 16 episodis |

## Premis i nominacions
| Any  | Certamen                                           | Categoria                                      | Pel·lícula        | Resultat  |
| ---- | -------------------------------------------------- | ---------------------------------------------- | ----------------- | --------- |
| 2012 | XLII Festival de Curtmetratges d'Alcalá de Henares | A la millor interpretació masculina            | El otro           | Guanyador |
| 2013 | XIV Festival de Cinema de Pamplona                 | Premio Alternatif al millor actor protagonista | El otro           | Guanyador |
| 2013 | XXV Festival de Curtmetratges d'Aguilar de Campoo  | Actor protagonista                             | El otro           | Guanyador |
| 2013 | XII Setmana de Curtmetratges Catacumba - Godella   | Actor protagonista                             | El otro           | Guanyador |
| 2014 | LXV Premis Cercle d'Escriptors Cinematogràfics     | Actor revelació                                | Alacrán enamorado | Finalista |
| 2014 | XXVIII Premis Goya                                 | Actor revelació                                | Alacrán enamorado | Finalista |
| 2014 | XXIII Premis Unión de Actores                      | Actor revelació                                | Alacrán enamorado | Guanyador |
| 2014 | II Festival de Curts Por Amor al Arte - A Coruña   | Actor protagonista                             | El otro           | Guanyador |
| 2014 | XXIII Mostra de Cinema Internacional de Palència   | Premio a la millor interpretació masculina     | El otro           | Guanyador |